# ФК «Спартак-2» Москва в сезоне 2019/2020
Сезон 2019/2020 годов стал для футбольного клуба «Спартак-2» (Москва) 16-м в его истории.

## Состав команды
| №  |               | Поз. | Имя                  | Год рождения |
| -- | ------------- | ---- | -------------------- | ------------ |
| 27 | Флаг России   | Вр   | Тимур Акмурзин       | 1997         |
| 30 | Флаг Италии   | Вр   | Андреа Романьоли     | 1998         |
| 31 | Флаг России   | Вр   | Антон Шитов          | 2000         |
| 32 | Флаг России   | Вр   | Артём Ребров         | 1984         |
| 48 | Флаг России   | Вр   | Даниил Ярусов        | 2001         |
| 57 | Флаг России   | Вр   | Александр Селихов    | 1994         |
| 85 | Флаг России   | Вр   | Александр Алексеев   | 2002         |
| 91 | Флаг России   | Вр   | Даниил Марков        | 2001         |
| 98 | Флаг России   | Вр   | Александр Максименко | 1998         |
|    |               |      |                      |              |
| 17 | Флаг России   | Защ  | Георгий Тигиев       | 1995         |
| 21 | Флаг Германии | Защ  | Малкольм Баду        | 1997         |
| 35 | Флаг России   | Защ  | Леонид Миронов       | 1998         |
| 36 | Флаг России   | Защ  | Артём Воропаев       | 1999         |
| 38 | Флаг России   | Защ  | Андрей Ещенко        | 1984         |
| 39 | Флаг России   | Защ  | Павел Маслов         | 2000         |
| 46 | Флаг России   | Защ  | Артём Горбулин       | 1999         |
| 49 | Флаг России   | Защ  | Роман Шишкин         | 1987         |
| 55 | Флаг России   | Защ  | Виталий Дьяков       | 1989         |
| 56 | Флаг России   | Защ  | Илья Гапонов         | 1997         |
| 61 | Флаг России   | Защ  | Илья Голосов         | 2001         |
| 63 | Флаг России   | Защ  | Даниил Петрунин      | 1999         |
| 67 | Флаг России   | Защ  | Максим Сазонов       | 2000         |
| 92 | Флаг России   | Защ  | Николай Рассказов    | 1998         |

| №  |                 | Поз. | Имя                 | Год рождения |
| -- | --------------- | ---- | ------------------- | ------------ |
| 93 | Флаг России     | Защ  | Никита Моргунов     | 2001         |
|    |                 |      |                     |              |
| 4  | Флаг России     | ПЗ   | Николай Тюнин       | 1987         |
| 7  | Флаг России     | ПЗ   | Аяз Гулиев          | 1996         |
| 10 | Флаг России     | ПЗ   | Зелимхан Бакаев     | 1996         |
| 22 | Флаг России     | ПЗ   | Михаил Игнатов      | 2000         |
| 42 | Флаг России     | ПЗ   | Владислав Васильев  | 1999         |
| 43 | Флаг России     | ПЗ   | Петр Володкин       | 1999         |
| 54 | Флаг России     | ПЗ   | Наиль Умяров        | 2000         |
| 68 | Флаг России     | ПЗ   | Руслан Литвинов     | 2001         |
| 70 | Флаг России     | ПЗ   | Иван Репях          | 2001         |
| 71 | Флаг России     | ПЗ   | Степан Мельников    | 2002         |
| 74 | Флаг России     | ПЗ   | Дмитрий Маркитесов  | 2001         |
| 76 | Флаг России     | ПЗ   | Максим Калачевский  | 1999         |
| 78 | Флаг России     | ПЗ   | Максим Данилин      | 2001         |
| 80 | Флаг России     | ПЗ   | Никита Бакалюк      | 2001         |
| 84 | Флаг России     | ПЗ   | Степан Оганесян     | 2001         |
| 87 | Флаг России     | ПЗ   | Святослав Кожедуб   | 2002         |
|    |                 |      |                     |              |
| 13 | Флаг Грузии     | Нап  | Николоз Кутателадзе | 2001         |
| 28 | Флаг Сенегала   | Нап  | Тиерно Тиуб         | 1998         |
| 45 | Флаг Португалии | Нап  | Идриса Самбу        | 1998         |
| 66 | Флаг Либерии    | Нап  | Сильванус Нимели    | 1998         |
| 77 | Флаг России     | Нап  | Александр Соболев   | 1997         |
| 89 | Флаг России     | Нап  | Илья Голятов        | 2002         |

## Тренерский штаб
До 10 января 2020 года
- Виктор Булатов — главный тренер
- Владимир Волчек — ассистент главного тренера
- Владимир Пчельников — тренер вратарей
- Владимир Зеленовский — тренер по физической подготовке

С 15 января 2020 года
- Роман Пилипчук — главный тренер
- Олег Саматов — ассистент главного тренера, тренер по физической подготовке
- Иван Пилипчук — тренер-аналитик, ассистент главного тренера
- Владимир Пчельников — тренер вратарей

## Административный штаб
- Денис Дылдин — начальник команды
- Никита Самохин — администратор

## Медицинский штаб
- Владислав Корницкий — врач
- Алексей Александров — физиотерапевт
- Виталий Прокофьев — массажист
- Юрий Тюнин — массажист

## Трансферы

### Пришли в клуб
| # | №  | Позиция | Игрок            | Откуда            | Сумма           | Дата            | Ссылка      |
| - | -- | ------- | ---------------- | ----------------- | --------------- | --------------- | ----------- |
| 1 | 30 | Вр      | Андреа Романьоли | Рома              | € 3,000,000     | 26 июня 2019    | [ 2 ] [ 3 ] |
| 2 | 45 | Нап     | Идриса Самбу     | Мускрон-Перювельз | из аренды       | 1 июля 2019     | [ 4 ]       |
| 3 | 27 | Вр      | Тимур Акмурзин   | Рубин             | свободный агент | 1 июля 2019     | [ 5 ]       |
| 4 | 21 | ПЗ      | Малкольм Баду    | Вольфсбург        | € 75,000        | 10 июля 2019    | [ 7 ]       |
| 5 | 55 | Защ     | Виталий Дьяков   | свободный агент   | свободный агент | 3 февраля 2020  | [ 8 ]       |
| 6 | 49 | Защ     | Роман Шишкин     | Торпедо (Москва)  | свободный агент | 18 февраля 2020 | [ 9 ]       |

### Ушли из клуба
| #  | №  | Позиция | Игрок              | Куда              | Сумма           | Дата            | Ссылка               |
| -- | -- | ------- | ------------------ | ----------------- | --------------- | --------------- | -------------------- |
| 1  | 13 | ПЗ      | Егор Рудковский    | Чертаново         | свободный агент | 1 июля 2019     | [ 10 ] [ 11 ]        |
| 2  | 30 | Вр      | Данила Ермаков     | Факел (Воронеж)   | свободный агент | 1 июля 2019     | [ 12 ] [ 13 ]        |
| 3  | 46 | Защ     | Артём Мамин        | Урал              | свободный агент | 1 июля 2019     | [ 14 ] [ 15 ]        |
| 4  | 61 | Нап     | Данила Прошляков   | Ростов            | свободный агент | 1 июля 2019     | [ 16 ] [ 17 ]        |
| 5  | 95 | Вр      | Владислав Терешкин | Авангард (Курск)  | свободный агент | 1 июля 2019     | [ 18 ] [ 19 ]        |
| 6  | 97 | ПЗ      | Данил Полубояринов | Энергетик-БГУ     | свободный агент | 1 июля 2019     | [ 20 ] [ 21 ]        |
| 7  | 90 | ПЗ      | Кирилл Фольмер     | Уфа               | свободный агент | 9 августа 2019  | [ 22 ] [ 23 ]        |
| 8  | 96 | Защ     | Максим Актисов     | Локомотив-Казанка | свободный агент | 16 января 2020  | [ 24 ] [ 25 ] [ 26 ] |
| 9  | 17 | ПЗ      | Солтмурад Бакаев   | Рубин             | € 300,000       | 22 января 2020  | [ 28 ]               |
| 10 | 69 | ПЗ      | Дмитрий Митрога    | Гомель            | свободный агент | 11 февраля 2020 | [ 29 ] [ 30 ]        |

### Ушли в аренду
| # | №  | Позиция | Игрок             | Куда                    | Сумма     | Начало          | Конец        | Ссылка               |
| - | -- | ------- | ----------------- | ----------------------- | --------- | --------------- | ------------ | -------------------- |
| 1 | 37 | Нап     | Георгий Мелкадзе  | Тамбов                  | бесплатно | 1 сентября 2019 | 31 июля 2020 | [ 31 ] [ 32 ]        |
| 2 | 79 | Нап     | Александр Руденко | Торпедо (Москва)        | бесплатно | 26 декабря 2019 | 1 июня 2020  | [ 33 ] [ 34 ] [ 35 ] |
| 3 | 15 | ПЗ      | Максим Глушенков  | Крылья Советов (Самара) | бесплатно | 21 февраля 2020 | 31 июля 2020 | [ 36 ] [ 37 ] [ 38 ] |

## Предсезонные и товарищеские матчи
| 21 июня 2019 | Спартак-2 (Москва)      | 2:0 (0:0) | Арарат (Москва) | Москва                                                     |
| 18:00 MSK | Володкин 57′ · Тиуб 82′ | отчёт     |                 | Стадион: «Спартак» им. Черенкова Судья: К. Юданов (Москва) |
| Спартак-2: Шитов (игрок на просмотре, 46), Сазонов (Воропаев, 70), Актисов, Литвинов (Моргунов, 46), Воропаев (Горбулин, 46), Бакалюк (Литвинов, 69), Васильев (Володкин, 46), Маркитесов (Данилин, 46), Руденко (Сазонов, 74), Фольмер (Маркитесов, 66), Нимели (Тиуб, 46). |                         |           |                 |                                                            |

| 27 июня 2019 | Спартак-2 (Москва)                  | 3:0 (2:0) | Долгопрудный | Тарасовка              |
| 17:00 MSK | Фольмер 7′ · Данилин 43′ · Тиуб 82′ | отчёт     |              | Стадион: УТБ «Спартак» |
| Спартак-2: игрок на просмотре (Ярусов, 46), Воропаев (Горбулин, 46), Миронов (Моргунов, 61), Сазонов (Воропаев, 68), Бакалюк (Володкин, 61), Маркитесов (игрок на просмотре, 46), Литвинов (Васильев, 46), Фольмер (Тиуб, 46), Нимели (Фольмер, 68). |                                     |           |              |                        |

| 1 июля 2019 | Спартак-2 (Москва)                    | 3:0 (0:0)         | Чертаново (Москва) | Москва                                                                    |
| 13:00 MSK | Тиуб 70′ · Самбу 83′ · Маркитесов 87′ | отчёт обзор матча |                    | Стадион: «Открытие Арена» (тренировочное поле) Судья: А. Матюнин (Москва) |
| Спартак-2: Акмурзин, Воропаев (игрок на просмотре, 80), Миронов (Актисов, 62), Петрунин (Володкин, 62), Сазонов (Горбулин, 62), Бакалюк (игрок на просмотре, 62, Самбу, 74), Васильев (Литвинов, 46), Фольмер (игрок на просмотре, 62), игрок на просмотре (Маркитесов, 46), Данилин (Руденко, 62), Нимели (Тиуб, 62). Чертаново: Радионов (Яворский, 82), Горшков (Сулейманов, 60), Солдатенков (Михайлов, 60), Михайлов (Камышев, 30; Никитенков, 46), Паршиков (Кондаков, 60), Витюгов (Надольский, 60), Пруцев (Тюменцев, 46), Завезен (Ежов, 60), Сарвели (Пруцев, 70), Колесниченко (Герчиков, 60), Цыпченко (Молчанов, 60). |                                       |                   |                    |                                                                           |

| 20 января 2020 | Спартак-2 (Москва)        | 2:0 (1:0) | Спортакадемклуб (Москва) | Тарасовка              |
| | С. Бакаев (пен.) · (авт.) | отчёт     |                          | Стадион: УТБ «Спартак» |
| Спартак-2: игрок на просмотре (Шитов, 46), Литвинов (Тиуб, 60), Голосов (Петрунин, 46), Сазонов (Миронов, 46), Васильев (Воропаев, 46), Кутателадзе (Тигиев, 46), Кожедуб (Бакалюк, 46), С. Бакаев (Володкин, 62), игрок на просмотре (Игнатов, 46), игрок на просмотре (Нимели, 46), игрок на просмотре (игрок на просмотре, 46). |                           |           |                          |                        |

| 29 января 2020 | Спартак-2 (Москва)     | 1:0 (0:0) | Атырау | Анталья |
| 17:30 MSK | игрок на просмотре 85′ | отчёт     |        |         |
| Спартак-2: Шитов (Романьоли, 46), Тигиев (Голосов, 46), Петрунин (Сазонов, 46), Воропаев, Литвинов (Васильев, 46), Володкин (Кожедуб, 46), Игнатов (Кутателадзе, 46), Нимели (игрок на просмотре, 46), Самбу (игрок на просмотре, 46), игрок на просмотре (игрок на просмотре, 46), игрок на просмотре (игрок на просмотре, 46; Тиуб, 61) |                        |           |        |         |

| 6 февраля 2020 | Спартак-2 (Москва)                 | 2:2 (1:0) | Пирин (Благоевград) | Белек                         |
| | 7′ (авт.) · игрок на просмотре 55′ | отчёт     | 25′ · 87′           | Стадион: Поле отеля «Miracle» |
| Спартак-2: Романьоли (Ярусов, 46), Воропаев, Васильев, Голосов, Горбулин, Калачевский (игрок на просмотре, 65), Кутателадзе, Самбу, Тиуб (Кожедуб, 46), игрок на просмотре, игрок на просмотре. |                                    |           |                     |                               |

| 6 февраля 2020 | Спартак-2 (Москва) | 1:1 (1:0) | Актобе | Белек                         |
| 17:30 MSK | Нимели 14′         | отчёт     | 82′    | Стадион: Поле отеля «Miracle» |
| Спартак-2: Шитов, Петрунин, Миронов, Оганесян, Володкин, Игнатов, Нимели (Тиуб, 25), игрок на просмотре (Кожедуб, 81), игрок на просмотре, игрок на просмотре, игрок на просмотре. |                    |           |        |                               |

| 16 февраля 2020 | Спартак-2 (Москва)     | 1:0 (1:0) | Зугдиди | Белек |
| 16:00 MSK | игрок на просмотре 19′ | отчёт     |         |       |
| Спартак-2: Состав в первом тайме: Ярусов, Тигиев, Петрунин, Миронов, Самбу, Васильев, Володкин, Глушенков, а также трое игроков на просмотре. Состав во втором тайме: Ярусов, Голосов, Петрунин, Воропаев, Васильев, Баду, Игнатов, Кутателадзе, а также трое игроков на просмотре. |                        |           |         |       |

| 20 февраля 2020 | Спартак-2 (Москва) | 1:1 (1:0) | Кызылкум (Зарафшан) | Белек |
| 17:00 MSK | Глушенков 18′      | отчёт     | 83′ Маргиев         |       |
| Спартак-2: Состав в первом тайме: Романьоли, Миронов, Дьяков, Литвинов, Тигиев, Шишкин, Володкин, Игнатов, Самбу, Глушенков, а также игрок на просмотре. Состав во втором тайме: Романьоли, Воропаев, Петрунин, Голосов, Васильев, Бакалюк, Баду, Оганесян, а также трое игроков на просмотре. |                    |           |                     |       |

| 24 февраля 2020 | Спартак-2 (Москва)              | 2:2 (1:0) | Окжетпес (Кокшетау)        | Белек |
| 16:30 MSK | Дьяков 40′ · Миронов 57′ (пен.) | отчёт     | 47′ Чертов · 77′ Абдулавов |       |
| Спартак-2: Шитов, Миронов, Дьяков, Петрунин, Тигиев, Шишкин , Литвинов, Бакалюк, Самбу, Оганесян, Володкин. В середине первого тайма Баду заменил Володкина, во втором тайме игрок на просмотре вышел вместо Бакалюка, а Голосов — вместо Тигиева. |                                 |           |                            |       |

## Статистика сезона

### Игры и голы
В статистику включены только официальные матчи.
| №.                                                             | Нац.            | Позиция | Игрок               | Всего   | Всего   | Первенство ФНЛ | Первенство ФНЛ |         |         |         |         |         |         |
| №.                                                             | Нац.            | Позиция | Игрок               | Игры    | Голы    | Игры           | Голы           |         |         |         |         |         |         |
| Вратари                                                        | Вратари         | Вратари | Вратари             | Вратари | Вратари | Вратари        | Вратари        | Вратари | Вратари | Вратари | Вратари | Вратари | Вратари |
| -------------------------------------------------------------- | --------------- | ------- | ------------------- | ------- | ------- | -------------- | -------------- | ------- | ------- | ------- | ------- | ------- | ------- |
| 27                                                             | Флаг России     | Вр      | Тимур Акмурзин      | 21      | -34     | 21             | -34            |         |         |         |         |         |         |
| 31                                                             | Флаг России     | Вр      | Антон Шитов         | 7       | -11     | 7              | -11            |         |         |         |         |         |         |
| Защитники                                                      |                 |         |                     |         |         |                |                |         |         |         |         |         |         |
| 17                                                             | Флаг России     | Защ     | Георгий Тигиев      | 2       | 0       | 2              | 0              |         |         |         |         |         |         |
| 21                                                             | Флаг Германии   | Защ     | Малькольм Баду      | 8       | 0       | 8              | 0              |         |         |         |         |         |         |
| 35                                                             | Флаг России     | Защ     | Леонид Миронов      | 15      | 1       | 15             | 1              |         |         |         |         |         |         |
| 36                                                             | Флаг России     | Защ     | Артём Воропаев      | 26      | 0       | 26             | 0              |         |         |         |         |         |         |
| 39                                                             | Флаг России     | Защ     | Павел Маслов        | 21      | 1       | 21             | 1              |         |         |         |         |         |         |
| 55                                                             | Флаг России     | Защ     | Виталий Дьяков      | 2       | 1       | 2              | 1              |         |         |         |         |         |         |
| 56                                                             | Флаг России     | Защ     | Илья Гапонов        | 14      | 4       | 14             | 4              |         |         |         |         |         |         |
| 61                                                             | Флаг России     | Защ     | Илья Голосов        | 1       | 0       | 1              | 0              |         |         |         |         |         |         |
| 63                                                             | Флаг России     | Защ     | Даниил Петрунин     | 19      | 0       | 19             | 0              |         |         |         |         |         |         |
| 67                                                             | Флаг России     | Защ     | Максим Сазонов      | 14      | 0       | 14             | 0              |         |         |         |         |         |         |
| Полузащитники                                                  |                 |         |                     |         |         |                |                |         |         |         |         |         |         |
| 22                                                             | Флаг России     | ПЗ      | Михаил Игнатов      | 16      | 1       | 16             | 1              |         |         |         |         |         |         |
| 42                                                             | Флаг России     | ПЗ      | Владислав Васильев  | 17      | 0       | 17             | 0              |         |         |         |         |         |         |
| 43                                                             | Флаг России     | ПЗ      | Пётр Володкин       | 12      | 1       | 12             | 1              |         |         |         |         |         |         |
| 49                                                             | Флаг России     | ПЗ      | Роман Шишкин        | 2       | 0       | 2              | 0              |         |         |         |         |         |         |
| 54                                                             | Флаг России     | ПЗ      | Наиль Умяров        | 4       | 0       | 4              | 0              |         |         |         |         |         |         |
| 68                                                             | Флаг России     | ПЗ      | Руслан Литвинов     | 7       | 0       | 7              | 0              |         |         |         |         |         |         |
| 80                                                             | Флаг России     | ПЗ      | Никита Бакалюк      | 20      | 1       | 20             | 1              |         |         |         |         |         |         |
| 74                                                             | Флаг России     | ПЗ      | Дмитрий Маркитесов  | 23      | 2       | 23             | 2              |         |         |         |         |         |         |
| 78                                                             | Флаг России     | ПЗ      | Максим Данилин      | 12      | 2       | 12             | 2              |         |         |         |         |         |         |
| 84                                                             | Флаг России     | ПЗ      | Степан Оганесян     | 2       | 0       | 2              | 0              |         |         |         |         |         |         |
| 90                                                             | Флаг России     | ПЗ      | Кирилл Фольмер      | 3       | 0       | 3              | 0              |         |         |         |         |         |         |
| Нападающие                                                     |                 |         |                     |         |         |                |                |         |         |         |         |         |         |
| 13                                                             | Флаг Грузии     | Нап     | Николоз Кутателадзе | 2       | 0       | 2              | 0              |         |         |         |         |         |         |
| 28                                                             | Флаг Португалии | Нап     | Тиерно Тиуб         | 13      | 0       | 13             | 0              |         |         |         |         |         |         |
| 66                                                             | Флаг Португалии | Нап     | Идриса Самбу        | 16      | 0       | 16             | 0              |         |         |         |         |         |         |
| 66                                                             | Флаг России     | Нап     | Сильванус Нимели    | 24      | 6       | 24             | 6              |         |         |         |         |         |         |
| Игроки покинувшие команду или ушедшие в аренду по ходу сезона: |                 |         |                     |         |         |                |                |         |         |         |         |         |         |
| 15                                                             | Флаг России     | ПЗ      | Максим Глушенков    | 8       | 5       | 8              | 5              |         |         |         |         |         |         |
| 17                                                             | Флаг России     | ПЗ      | Солтмурад Бакаев    | 18      | 4       | 18             | 4              |         |         |         |         |         |         |
| 37                                                             | Флаг России     | Нап     | Георгий Мелкадзе    | 2       | 0       | 2              | 0              |         |         |         |         |         |         |
| 69                                                             | Флаг России     | ПЗ      | Дмитрий Митрога     | 1       | 0       | 1              | 0              |         |         |         |         |         |         |
| 79                                                             | Флаг России     | Нап     | Александр Руденко   | 23      | 13      | 23             | 13             |         |         |         |         |         |         |
| 96                                                             | Флаг России     | Защ     | Максим Актисов      | 6       | 0       | 6              | 0              |         |         |         |         |         |         |

### Бомбардиры
Включает в себя все официальные игры. Список отсортирован по итоговому результату.
| Позиция      | Национальность | Номер | Игрок              | Первенство ФНЛ |
| ------------ | -------------- | ----- | ------------------ | -------------- |
| Нападающий   | Россия         | 79    | Александр Руденко  | 13             |
| Нападающий   | Либерия        | 66    | Сильванус Нимели   | 6              |
| Полузащитник | Россия         | 15    | Максим Глушенков   | 5              |
| Полузащитник | Россия         | 17    | Солтмурад Бакаев   | 4              |
| Полузащитник | Россия         | 74    | Дмитрий Маркитесов | 2              |
| Полузащитник | Россия         | 78    | Максим Данилин     | 2              |
| Полузащитник | Россия         | 22    | Михаил Игнатов     | 1              |
| Защитник     | Россия         | 35    | Леонид Миронов     | 1              |
| Защитник     | Россия         | 39    | Павел Маслов       | 1              |
| Полузащитник | Россия         | 43    | Пётр Володкин      | 1              |
| Защитник     | Россия         | 55    | Виталий Дьяков     | 3              |
| Полузащитник | Россия         | 80    | Никита Бакалюк     | 1              |
| Всего        | Всего          | Всего | Всего              | 38             |

### Голевые передачи
Включает в себя все официальные игры. Список отсортирован по итоговому результату.
| Позиция      | Национальность | Номер | Игрок              | Первенство ФНЛ |
| ------------ | -------------- | ----- | ------------------ | -------------- |
| Нападающий   | Либерия        | 66    | Сильванус Нимели   | 6              |
| Полузащитник | Россия         | 22    | Михаил Игнатов     | 3              |
| Нападающий   | Россия         | 79    | Александр Руденко  | 3              |
| Полузащитник | Россия         | 15    | Максим Глушенков   | 5              |
| Полузащитник | Россия         | 17    | Солтмурад Бакаев   | 2              |
| Защитник     | Россия         | 36    | Артём Воропаев     | 2              |
| Полузащитник | Россия         | 42    | Владислав Васильев | 2              |
| Полузащитник | Россия         | 43    | Пётр Володкин      | 2              |
| Полузащитник | Россия         | 54    | Наиль Умяров       | 2              |
| Вратарь      | Россия         | 27    | Тимур Акмурзин     | 1              |
| Нападающий   | Сенегал        | 28    | Тиерно Тиуб        | 1              |
| Нападающий   | Португалия     | 45    | Идриса Самбу       | 1              |
| Защитник     | Россия         | 63    | Даниил Петрунин    | 1              |
| Полузащитник | Россия         | 74    | Дмитрий Маркитесов | 1              |
| Полузащитник | Россия         | 80    | Никита Бакалюк     | 1              |
| Всего        | Всего          | Всего | Всего              | 28             |

### «Сухие» матчи
Включает в себя все официальные игры. Список отсортирован по итоговому результату.
| Позиция | Национальность | Номер | Игрок          | Первенство ФНЛ |
| ------- | -------------- | ----- | -------------- | -------------- |
| Вратарь | Россия         | 27    | Тимур Акмурзин | 3              |
| Вратарь | Россия         | 31    | Антон Шитов    | 2              |
| Всего   | Всего          | Всего | Всего          | 5              |

### Пенальти
В статистику включены только официальные матчи.
| Позиция    | Национальность | Номер | Игрок             | Дата            | Соревнование | Соперник | Статус               |
| ---------- | -------------- | ----- | ----------------- | --------------- | ------------ | -------- | -------------------- |
| Нападающий | Либерия        | 66    | Сильванус Нимели  | 20 июля 2019    | 3-й тур ФНЛ  | Мордовия | Не реализован (мимо) |
| Защитник   | Россия         | 35    | Леонид Миронов    | 20 августа 2019 | 9-й тур ФНЛ  | Енисей   | Реализован           |
| Нападающий | Россия         | 79    | Александр Руденко | 19 октября 2019 | 18-й тур ФНЛ | Чайка    | Реализован           |
| Нападающий | Россия         | 79    | Александр Руденко | 13 ноября 2019  | 23-й тур ФНЛ | Армавир  | Реализован           |

### Общая статистика
В данной таблице не учитываются результаты товарищеских матчей.
| Сыграно матчей                        | 27 |
| Победы                                | 6 |
| Ничьи                                 | 8 |
| Поражения                             | 13 |
| Забито мячей                          | 38 (1,40 за игру) |
| Пропущено мячей                       | 45 (1,66 за игру) |
| Разница мячей                         | -7 |
| Матчей на ноль                        | 5 |
| Жёлтых карточек                       | 61 (2,25 за игру) |
| Удаления                              | 4 (0,48 за игру) |
| Худшая дисциплина                     | Павел Маслов: — 7; — 1; — 0 |
| Лучший счёт                           | 7:2 (Д) против «Факел» — ФНЛ, 19-й тур, 23 октября 2019 |
| Худший счёт                           | 0:3 (Д) против «Краснодара-2» — ФНЛ, 12-й тур, 7 сентября 2019; (Д) против «Нефтехимика» — ФНЛ, 14-й тур, 21 сентября 2019; (В) против «СКА-Хабаровска» — ФНЛ, 20-й тур, 27 октярбря 2019 |
| Наибольшее число матчей без поражений | 4 (ФНЛ — 4-7 туры) |
| Наибольшее число поражений            | 3 (ФНЛ — 10-12 туры) |
| Лучший бомбардир                      | Александр Руденко (13 мячей) |
| Лучший ассистент                      | Сильванус Нимели (6 передач) |
| Гол + Пас                             | Александр Руденко (13+3) |
| Наибольшее число матчей               | Артём Воропаев (26 матчей) |

## Соревнования
| Соревнование   | Первый матч      | Последний матч     | Раунд-начало | Итог выступления | Статистика выступлений | Статистика выступлений | Статистика выступлений | Статистика выступлений | Статистика выступлений | Статистика выступлений | Статистика выступлений | Статистика выступлений | Ссылка |
| Соревнование   | Первый матч      | Последний матч     | Раунд-начало | Итог выступления | И                      | В                      | Н                      | П                      | ГЗ                     | ГП                     | РМ                     | В%                     | Ссылка |
| -------------- | ---------------- | ------------------ | ------------ | ---------------- | ---------------------- | ---------------------- | ---------------------- | ---------------------- | ---------------------- | ---------------------- | ---------------------- | ---------------------- | ------ |
| Первенство ФНЛ | 7 июля 2019 года | 15 марта 2020 года | 1-й тур      | 17-е место       | 27                     | 6                      | 8                      | 13                     | 38                     | 45                     | −7                     | 022,22                 | [ 39 ] |

## Первенство ФНЛ (вторая команда)

### Турнирная таблица
| Поз | Команда     | И  | В | Н  | П  | МЗ | МП | РМ  | О  | Квалификация или выбывание                                                         |
| --- | ----------- | -- | - | -- | -- | -- | -- | --- | -- | ---------------------------------------------------------------------------------- |
| 15  | Краснодар-2 | 27 | 6 | 10 | 11 | 32 | 34 | −2  | 28 |                                                                                    |
| 16  | Луч         | 27 | 6 | 9  | 12 | 28 | 40 | −12 | 27 | Отказался играть в следующем сезоне из-за · финансовых проблем. Признан банкротом. |
| 17  | Спартак-2   | 27 | 6 | 8  | 13 | 38 | 45 | −7  | 26 | Сохранили место по решению Исполкома РФС                                           |
| 18  | Текстильщик | 27 | 5 | 4  | 18 | 25 | 52 | −27 | 19 | Сохранили место по решению Исполкома РФС                                           |
| 19  | Факел       | 27 | 4 | 7  | 16 | 14 | 44 | −30 | 19 | Сохранили место по решению Исполкома РФС                                           |

В случае равенства очков, набранных в Первенстве, у двух и более команд, места между ними в турнирной таблице определяются в следующей последовательности:
− по наибольшему числу побед во всех матчах;
− по результатам игр между собой (число очков, количество побед, разность забитых и пропущенных мячей, число забитых мячей, число забитых мячей на чужом поле).
Вышеуказанные критерии последовательно применяются для сравнения показателей команд, оставшихся после процедуры сравнения изначального количества сравнивающихся команд (для случаев сравнения показателей у более чем двух команд). В случае равенства производится дальнейшее сравнение:
− по лучшей разности забитых и пропущенных мячей во всех матчах;
− по наибольшему числу забитых мячей во всех матчах;
− по наибольшему числу мячей, забитых на чужих полях во всех матчах;
− жребий.
При абсолютном равенстве всех указанных показателей, кроме жребия, победитель Первенства между командами, занявшими 1-е и 2-е места, определяется в дополнительном матче.

1. ↑  Клуб не имеет права на выход в РПЛ, так как является фарм-клубом «Краснодара»
2. ↑  Клуб не имеет права на выход в РПЛ, так как является фарм-клубом московского «Спартака»

### Статистика выступлений
| Итого | Итого | Итого | Итого | Итого | Итого | Итого | Итого | Дома | Дома | Дома | Дома | Дома | Дома | На выезде | На выезде | На выезде | На выезде | На выезде | На выезде |
| И     | О     | В     | Н     | П     | МЗ    | МП    | РМ    | В    | Н    | П    | МЗ   | МП   | РМ   | В         | Н         | П         | МЗ        | МП        | РМ        |
| ----- | ----- | ----- | ----- | ----- | ----- | ----- | ----- | ---- | ---- | ---- | ---- | ---- | ---- | --------- | --------- | --------- | --------- | --------- | --------- |
| 27    | 28    | 7     | 7     | 13    | 38    | 45    | −7    | 4    | 2    | 7    | 20   | 22   | −2   | 3         | 5         | 6         | 18        | 23        | −5        |

### Результаты по турам
| Тур   | 01 | 02 | 03 | 04 | 05 | 06 | 07 | 08 | 09 | 10 | 11 | 12 | 13 | 14 | 15 | 16 | 17 | 18 | 19 | 20 | 21 | 22 | 23 | 24 | 25 | 26 | 27 | 28 |
| ----- | -- | -- | -- | -- | -- | -- | -- | -- | -- | -- | -- | -- | -- | -- | -- | -- | -- | -- | -- | -- | -- | -- | -- | -- | -- | -- | -- | -- |
| Поле  | В  | Д  | В  | Д  | В  | В  | В  | Д  | Д  | Д  | В  | Д  | В  | Д  | В  | В  | Д  | В  | Д  | В  | Д  | В  | Д  | Д  | Д  | В  | В  |    |
| Итог  | В  | Н  | П  | В  | Н  | В  | Н  | П  | В  | П  | П  | П  | Н  | П  | П  | Н  | П  | П  | В  | П  | В  | Н  | П  | П  | Н  | Н  | П  |    |
| Место | 5  | 8  | 9  | 8  | 7  | 6  | 6  | 6  | 6  | 6  | 8  | 12 | 12 | 13 | 13 | 14 | 14 | 17 | 13 | 15 | 12 | 12 | 14 | 16 | 16 | 16 | 17 |    |

Последнее обновление: 15 марта 2020.
Источник: Футбольная Национальная Лига

Поле: Д = дома; В = на выезде. Итог: Н = ничья; П = команда проиграла; В = команда выиграла; О = матч отложен.

### Матчи
| 7 июля 2019 1 тур | Балтика (Калининград) | 0:1 (0:1)                                                 | Спартак-2 (Москва) | Калининград                                                    |
| 20:54 MSK |                       | отчёт (ФНЛ) отчёт (spartak.com) обзор матча матч в записи | 12′ Нимели         | Стадион: «Калининград» Зрителей: 6 887 Судья: П. Кукуян (Сочи) |
| Балтика: Помазан , Тишкин (Макарчук, 75), Маклаков, Овсиенко, Алибеков, Чочиев, Глушков (Кузьмин, 62), Причиненко, Альшин, Шаваев, Маркин. Запасные: Черчесов, Плопа, Захаров, Жиронкин. Главный тренер: Евгений Игоревич Калешин. Спартак-2: Акмурзин, Миронов , Маслов, Воропаев, Гапонов, С. Бакаев (Данилин, 84), Бакалюк, Игнатов (Петрунин, 90+2), Умяров, Нимели (Маркитесов, 77), Руденко (Фольмер, 73). Запасные: Ярусов, Васильев. Главный тренер: Виктор Геннадьевич Булатов. |                       |                                                           |                    |                                                                |

| 13 июля 2019 2 тур | Спартак-2 (Москва)        | 2:2 (2:1)                                                 | СКА-Хабаровск                | Москва                                                                       |
| 13:00 MSK | Данилин 13′ · Руденко 31′ | отчёт (ФНЛ) отчёт (spartak.com) обзор матча матч в записи | 14′ Квеквескири · 62′ Брагин | Стадион: «Спартак» им. Черенкова Зрителей: 500 Судья: Ю. Кошко (Белореченск) |
| Спартак-2: Акмурзин, Маслов, Миронов , Гапонов, Воропаев, С. Бакаев, Бакалюк, Данилин, Умяров, Нимели (Тиуб, 78), Руденко (Фольмер, 46). Запасные: Ярусов, Сазонов, Петрунин, Васильев, Маркитесов. Главный тренер: Виктор Геннадьевич Булатов. СКА-Хабаровск: Соромытько, Шляков, Труфанов, Зайцев, Квеквескири, Камилов, Никифоров , Кацаев, Малеев (Максименко, 90+1), Горулев (Брагин, 55), Кузьмичев (Эльмурзаев, 55). Запасные: Обухов, Ващенко, Гаджимурадов, Шалыгин. Главный тренер: Алексей Николаевич Поддубский. |                           |                                                           |                              |                                                                              |

| 20 июля 2019 3 тур | Мордовия (Саранск) | 1:0 (0:0)                                                 | Спартак-2 (Москва) | Саранск                                                         |
| 17:00 MSK | Базелюк 55′        | отчёт (ФНЛ) отчёт (spartak.com) обзор матча матч в записи |                    | Стадион: «Старт» Зрителей: 3 573 Судья: А. Анопа (Благовещенск) |
| Мордовия: Смирнов, Теняев, Климов, Ятченко, Хриплов , Адаев, Джумаев (Орлов, 87), Буранов, Дворецков, Базелюк (Ермаков, 76), Сергеев (Навлетов, 80). Запасные: Шебанов, Стрелов, Шустров, Соболев, Мухаметшин. Главный тренер: Марат Фяридьевич Мустафин. Спартак-2: Акмурзин, Маслов, Миронов , Гапонов, Воропаев, С. Бакаев, Бакалюк, Глушенков (Данилин, 34), Игнатов (Васильев, 77), Нимели (Тиуб, 78), Руденко (Маркитесов, 76). Запасные: Ярусов, Петрунин. Главный тренер: Виктор Геннадьевич Булатов. |                    |                                                           |                    |                                                                 |

| 24 июля 2019 4 тур | Спартак-2 (Москва)        | 2:0 (1:0)                                                 | Нижний Новгород | Москва                                                                                |
| 16:00 MSK | Бакалюк 32′ · Руденко 47′ | отчёт (ФНЛ) отчёт (spartak.com) обзор матча матч в записи |                 | Стадион: «Спартак» им. Черенкова Зрителей: 375 Судья: Я. Бобровский (Санкт-Петербург) |
| Спартак-2: Акмурзин, Маслов, Миронов , Гапонов, Воропаев (Васильев, 74), Бакалюк, Игнатов (Данилин, 65), Баду, С. Бакаев (Маркитесов, 67), Руденко (Петрунин, 86), Нимели (Фольмер, 78). Запасные: Романьоли, Ярусов, Самбу, Тиуб. Главный тренер: Виктор Геннадьевич Булатов. Нижний Новгород: Анисимов (Сысуев, 46), Федорив, Хозин, Абрамов, Сергеев (Игнатович, 46), Сапета, Голышев (Палиенко, 46), Ставпец (Темников, 58), Комолов (Салугин, 74), Чудин, Портнягин. Запасные: Шильников, Зуев, Морозов, Лебедев, Гусейнов, Максименко. Главный тренер: Дмитрий Николаевич Черышев. |                           |                                                           |                 |                                                                                       |

| 29 июля 2019 5 тур | Армавир      | 1:1 (1:0)                                                 | Спартак-2 (Москва) | Армавир                                                             |
| 19:00 MSK | Калмыков 20′ | отчёт (ФНЛ) отчёт (spartak.com) обзор матча матч в записи | 51′ Игнатов        | Стадион: «Юность» Зрителей: 3 982 Судья: Л. Верулидзе (Владикавказ) |
| Армавир: Руденок, Кутин, Концедалов, Тен, Мирошниченко , Поляков (Лусикян, 87), Безлихотнов (Падерин, 65), Гурфов, Рзаев (Переверзев, 59), Замалиев, Калмыков (Ашев, 81). Запасные: Матюша, Пономарёв, Клопков, Иванченко. Главный тренер: Арсен Борисович Папикян. Спартак-2: Акмурзин, Маслов, Гапонов, Воропаев, Баду, Бакалюк, Умяров , Игнатов (Самбу, 83), С. Бакаев, Руденко, Нимели (Данилин, 64). Запасные: Ярусов, Миронов, Петрунин, Васильев. Главный тренер: Виктор Геннадьевич Булатов. |              |                                                           |                    |                                                                     |

| 3 августа 2019 6 тур | Луч (Владивосток)             | 2:4 (1:1)                                                 | Спартак-2 (Москва)                                     | Владивосток                                                           |
| 10:00 MSK | Кутьин 33′ (пен.) · Алиев 85′ | отчёт (ФНЛ) отчёт (spartak.com) обзор матча матч в записи | 40′ Маслов · 52′ Маркитесов · 55′ Нимели · 86′ Руденко | Стадион: «Динамо» Зрителей: 2 100 Судья: А. Любимов (Санкт-Петербург) |
| Луч: Котляров , Марущак, Магадиев, Аравин (Абазов, 57), Степанец (Насадюк, 74), Кротов (Алиев, 46), Стеклов, Макаренко (Руденко, 69), Носов, Кутьин, Гордиенко (Симанов, 46). Запасные: Ребров, Ботака-Иобома, Белунов. Главный тренер: Рустем Агзамович Хузин. Спартак-2: Акмурзин, Маслов , Гапонов, Петрунин, Сазонов, Воропаев, Бакалюк, Васильев (Самбу, 67), Маркитесов, Руденко, Нимели (Тиуб, 88). Запасные: Ярусов, Актисов. Главный тренер: Виктор Геннадьевич Булатов. |                               |                                                           |                                                        |                                                                       |

| 10 августа 2019 7 тур | Авангард (Курск)                          | 2:2 (1:0)                                                 | Спартак-2 (Москва) | Курск                                                                      |
| 18:00 MSK | Петрунин 45′ (авт.) · Каюмов 90+1′ (пен.) | отчёт (ФНЛ) отчёт (spartak.com) обзор матча матч в записи | 62′, 84′ Руденко   | Стадион: «Трудовые резервы» Зрителей: 5 800 Судья: А. Жабченко (Краснодар) |
| Авангард: Чагров, Никитин, Гоцук , Дашаев, Чиркин, Бреев, Батютин (Машуков, 73), Ковалёв, Григорьев (Кубышкин, 83), Минаев (Земсков, 77), Федчук (Каюмов, 88). Запасные: Саутин, Войнов, Тимошин, Лелюкаев, Касаев, Синяев. Главный тренер: Мурат Салимович Искаков. Спартак-2: Акмурзин, Маслов , Сазонов, Петрунин, Воропаев, Бакалюк, Игнатов, С. Бакаев (Самбу, 85), Данилин (Маркитесов, 53), Руденко, Нимели (Васильев, 69). Запасные: Ярусов, Горбулин, Тиуб. Главный тренер: Виктор Геннадьевич Булатов. |                                           |                                                           |                    |                                                                            |

| 14 августа 2019 8 тур | Спартак-2 (Москва) | 1:2 (0:0)                                                 | Текстильщик (Иваново)    | Москва                                                                              |
| 17:30 MSK | Руденко 85′        | отчёт (ФНЛ) отчёт (spartak.com) обзор матча матч в записи | 57′ Попов · 90′ Гайдуков | Стадион: «Спартак» им. Черенкова Зрителей: 395 Судья: И. Сиденков (Санкт-Петербург) |
| Спартак-2: Акмурзин, Баду (Маркитесов, 51), Маслов , Петрунин, Гапонов (Миронов, 57), Воропаев (Данилин, 66), С. Бакаев, Игнатов (Сазонов, 82), Бакалюк, Нимели, Руденко. Запасные: Шитов, Романьоли, Васильев, Самбу, Тиуб. Главный тренер: Виктор Геннадьевич Булатов. Текстильщик: Смирнов, Фомин , Шилов, Н. Радченко, Маричев, Горюшкин, Андреев (Батов, 61), Мухаметзянов, Попов (Юрченко, 57), Гайдуков (Путилин, 90), А. Радченко (Чибиров, 73). Запасные: Зириков, Щаницин, Трегулов. Главный тренер: Денис Константинович Бояринцев. |                    |                                                           |                          |                                                                                     |

| 20 августа 2019 9 тур | Спартак-2 (Москва)               | 2:0 (2:0)                                                 | Енисей (Красноярск) | Москва                                                                 |
| 16:00 MSK | Руденко 18′ · Миронов 27′ (пен.) | отчёт (ФНЛ) отчёт (spartak.com) обзор матча матч в записи |                     | Стадион: «Спартак» им. Черенкова Зрителей: 350 Судья: А. Амелин (Тула) |
| Спартак-2: Акмурзин, Миронов , Маслов, Петрунин, Гапонов, Воропаев, Маркитесов (Самбу, 84), Игнатов (Литвинов, 79), Васильев (Данилин, 73), Нимели (Сазонов, 87), Руденко (Тиуб, 90). Запасные: Шитов, Романьоли. Главный тренер: Виктор Геннадьевич Булатов. Енисей: Опарин, Бугаев (Делькин, 62), Клещенко, Киреев, Гасанов, Иванов (Харитонов, 46), Савичев, Зотов (Рожков, 46), Песиков (Раздорских, 62), Ланин, Саркисов (Комков, 46). Запасные: Филиппов, Сагуткин, Матвиенко, Семакин. Главный тренер: Юрий Фарзунович Газзаев. |                                  |                                                           |                     |                                                                        |

| 26 августа 2019 10 тур | Спартак-2 (Москва) | 0:1 (0:0)                                                 | Ротор (Волгоград) | Москва                                                                    |
| 16:00 MSK |                    | отчёт (ФНЛ) отчёт (spartak.com) обзор матча матч в записи | 70′ Саная         | Стадион: «Спартак» им. Черенкова Зрителей: 530 Судья: Е. Кукуляк (Калуга) |
| Спартак-2: Акмурзин, Маслов, Гапонов, Миронов , Воропаев, Бакалюк (Литвинов, 90+3), Васильев (Маркитесов, 74), Игнатов (Данилин, 66), Мелкадзе, Руденко, Нимели. Запасные: Шитов, Романьоли, Петрунин, Сазонов, Самбу, Тиуб. Главный тренер: Виктор Геннадьевич Булатов. Ротор: Нестеренко, Пискунов, Хомуха, Ненахов, Байрыев , Султонов (Николаев, 90+4), Алейник, Горбунов (Ткачук, 67), Фатуллаев, Саная (Евсеев, 88), Булия (Муллин, 63). Запасные: Лобанцев, Удалый, Шарипов, Самсонов, Попов. Главный тренер: Игорь Анатольевич Меньщиков. |                    |                                                           |                   |                                                                           |

| 31 августа 2019 11 тур | Химки     | 1:0 (0:0)                                                 | Спартак-2 (Москва) | Химки                                                              |
| 18:00 MSK | Алиев 71′ | отчёт (ФНЛ) отчёт (spartak.com) обзор матча матч в записи |                    | Стадион: «Арена Химки» Зрителей: 5 050 Судья: Е. Буланов (Саранск) |
| Химки: Лантратов, Тихий , Гапон, Филин, Данилкин, Нетфуллин, Трошечкин (Мендель, 46), Корян (Полярус, 54), Кухарчук (Скворцов, 46), Каменщиков (Алиев, 46), Дядюн (Почивалин, 77). Запасные: Хомич, Генералов, Евдокимов, Смирнов, Боженов, Мишуков, Мурнин. Главный тренер: Андрей Викторович Талалаев. Спартак-2: Акмурзин, Маслов, Петрунин, Миронов , Воропаев, Бакалюк (Литвинов, 90+1), Васильев, Маркитесов, Мелкадзе (Данилин, 46), Руденко, Нимели. Запасные: Романьоли, Шитов, Сазонов, Самбу, Тиуб. Главный тренер: Виктор Геннадьевич Булатов. |           |                                                           |                    |                                                                    |

| 7 сентября 2019 12 тур | Спартак-2 (Москва) | 0:3 (0:1)                                                 | Краснодар-2                    | Москва                                                                   |
| 16:00 MSK |                    | отчёт (ФНЛ) отчёт (spartak.com) обзор матча матч в записи | 29′, 69′ Онугха · 63′ Черников | Стадион: «Спартак» им. Черенкова Зрителей: 350 Судья: И. Панин (Дмитров) |
| Спартак-2: Акмурзин, Воропаев, Гапонов, Сазонов, Миронов , Бакалюк, Васильев (Самбу, 73), Игнатов, Маркитесов (Тиуб, 78), С. Бакаев, Руденко. Запасные: Шитов, Романьоли, Актисов, Петрунин, Репях. Главный тренер: Виктор Геннадьевич Булатов. Краснодар-2: Агкацев, Бочко (Марков, 73), Таранов , Ивашин, Стежко, Сабуа (Сергеев, 55), Григорян (Апеков, 83), Черников, Жигулёв (Сперцян, 58), Мацукатов, Онугха (Халназаров, 90). Запасные: Крицюк. Главный тренер: Олег Петрович Фоменко. |                    |                                                           |                                |                                                                          |

| 14 сентября 2019 13 тур | Томь (Томск)              | 2:2 (0:1)                                     | Спартак-2 (Москва)          | Томск                                                               |
| 14:00 MSK | Житнев 48′ · Киреенко 62′ | отчёт (ФНЛ) отчёт (spartak.com) матч в записи | 16′ Данилин · 69′ Глушенков | Стадион: «Труд» Зрителей: 2 000 Судья: А. Любимов (Санкт-Петербург) |
| Томь: Вавилин, Горбатюк, Каккоев, Мануйлов, Пенчиков, Шалаев , Талалай, Калинский, Казанков (Плетнев, 76), Киреенко (Сасин, 81), Житнев (Тлупов, 76). Запасные: Сиукаев, Шумских, Лисинков, Шурыгин, Каленкович, Андреев. Главный тренер: Василий Владимирович Баскаков. Спартак-2: Акмурзин, Маслов, Миронов (Литвинов, 90), Гапонов, Воропаев, Глушенков (Самбу, 70), Данилин, Маркитесов, Бакалюк, Васильев, Нимели. Запасные: Шитов, Кутателадзе, Тиуб. Главный тренер: Виктор Геннадьевич Булатов. |                           |                                               |                             |                                                                     |

| 21 сентября 2019 14 тур | Спартак-2 (Москва) | 0:3 (0:3)                                                 | Нефтехимик (Нижнекамск)               | Москва                                                                           |
| 16:00 MSK |                    | отчёт (ФНЛ) отчёт (spartak.com) обзор матча матч в записи | 10′ Петров · 23′ Макаров · 25′ Уридия | Стадион: «Спартак» им. Черенкова Зрителей: 250 Судья: Л. Верулидзе (Владикавказ) |
| Спартак-2: Акмурзин, Сазонов, Актисов, Петрунин, Воропаев, С. Бакаев (Маркитесов, 46), Умяров (Васильев, 67), Глушенков (Самбу, 67), Бакалюк, Руденко (Данилин, 46), Нимели. Запасные: Шитов, Литвинов, Тиуб. Главный тренер: Виктор Геннадьевич Булатов. Нефтехимик: Голубев, Семёнов, Потапов, Канаев , Ширяев, Шадрин (Галиулин, 46), Уридия (Мичуренков, 71), Макаров (Абдуллин, 77), Петров (Кайков, 83), Ситдиков, Хубаев (Киреев, 75). Запасные: Исупов, Васиев, Антонов, Галиакберов. Главный тренер: Юрий Анварович Уткульбаев. |                    |                                                           |                                       |                                                                                  |

| 29 сентября 2019 15 тур | Шинник (Ярославль)                       | 3:2 (2:2)                                                 | Спартак-2 (Москва)        | Ярославль                                                        |
| 15:00 MSK | Олейников 3′ · Покидышев 28′ · Пухов 78′ | отчёт (ФНЛ) отчёт (spartak.com) обзор матча матч в записи | 8′ Нимели · 12′ С. Бакаев | Стадион: «Шинник» Зрителей: 2 000 Судья: А. Жабченко (Краснодар) |
| Шинник: Антипин, Первушин, Щербаков, Покидышев, Эктов, Алейников, Дроздов, Кожемякин, Олейников, Самодин (Пугин, 67; Визнович, 71), Низамутдинов (Зинков, 90). Запасные: Яшин, Стешин, Вовк, Мацхарашвили, М. Бакаев, Пухов, Бетюжнов, Гонгапшев. Главный тренер: Александр Михайлович Побегалов. Спартак-2: Акмурзин, Маслов , Баду (Маркитесов, 63), Сазонов, Воропаев, Петрунин, С. Бакаев(Васильев, 79), Бакалюк, Игнатов, Нимели (Тиуб, 85), Руденко. Запасные: Романьоли, Шитов, Актисов, Самбу. Главный тренер: Виктор Геннадьевич Булатов. |                                          |                                                           |                           |                                                                  |

| 5 октября 2019 16 тур | Чертаново (Москва)           | 2:2 (0:0)                                                 | Спартак-2 (Москва)                            | Москва                                                                        |
| 15:00 MSK | Бартасевич 77′ · Сарвели 90′ | отчёт (ФНЛ) отчёт (spartak.com) обзор матча матч в записи | 57′ Маркитесов · 61′ Руденко · 90+4' Акмурзин | Стадион: Спортивный городок «Лужники» Зрителей: 1 100 Судья: А. Амелин (Тула) |
| Чертаново: Ломаев, Горшков (Кондаков, 87), Бартасевич, Редькович, Солдатенков , Завезён (Цыпченко, 67), Герчиков (Великородный, 87), Пруцев, Витюгов (Рудковский, 82), Камышев (Канищев, 67), Сарвели. Запасные: Радионов, Абаев, Надольский, Никитенков, Сулейманов, Конев. Главный тренер: Игорь Витальевич Осинькин. Спартак-2: Акмурзин, Актисов, Сазонов (Шитов, 90+7), Литвинов, Воропаев, Бакалюк , Васильев (Володкин, 29), Баду, Маркитесов, Руденко, Нимели. Запасные: Романьоли, Самбу, Тиуб. Главный тренер: Виктор Геннадьевич Булатов. |                              |                                                           |                                               |                                                                               |

| 12 октября 2019 17 тур | Спартак-2 (Москва)         | 2:3 (1:0)                                                 | Торпедо (Москва)                                     | Москва                                                             |
| 12:00 MSK | Руденко 35′ · Володкин 70′ | отчёт (ФНЛ) отчёт (spartak.com) обзор матча матч в записи | 55′ Самошников · 73′ (пен.) Лебеденко · 85′ Максимов | Стадион: «Открытие Арена» Зрителей: 6 233 Судья: С. Чебан (Москва) |
| Спартак-2: Шитов, Маслов , Воропаев, Гапонов, Петрунин, Сазонов (Тиуб, 89), Маркитесов (Митрога, 86), Баду (Самбу, 89), Володкин, С. Бакаев, Руденко. Запасные: Марков, Романьоли, Актисов, Васильев, Горбулин, Кутателадзе. Главный тренер: Виктор Геннадьевич Булатов. Торпедо: Кеняйкин, Шоршин, Божин, Шишкин, Магаль (Орехов, 89), Самошников, Калугин (Лях, 46), Рязанцев , Галоян (Самсонов, 46), Лебеденко, Сергеев (Максимов, 78). Запасные: Цыган, Цицилин, Елисеев, Багаев, Шустиков, Татаринов. Главный тренер: Николай Николаевич Савичев. |                            |                                                           |                                                      |                                                                    |

| 19 октября 2019 18 тур | Чайка (Песчанокопское)    | 2:1 (1:1)                                                 | Спартак-2 (Москва) | Песчанокопское                                                                               |
| 17:00 MSK | Белоус 35′ · Коротаев 66′ | отчёт (ФНЛ) отчёт (spartak.com) обзор матча матч в записи | 22′ (пен.) Руденко | Стадион: «Центральный» им. И.П. Чайки Зрителей: 1 317 Судья: В. Безбородов (Санкт-Петербург) |
| Чайка: Киселёв, Гогличидзе, Демченко, Бычков , Текучев, Павленко (Коржунов, 71), Леонтьев, Безденежных (Машнев, 83), Карташов, Подбельцев (Коротаев, 60), Белоус (Хохлачёв, 64). Запасные: Арапов, Дончик, Вяткин, Васильев, Чалый. Главный тренер: Дмитрий Юрьевич Воецкий. Спартак-2: Акмурзин, Маслов, Миронов (Самбу, 71), Петрунин, Воропаев, Бакалюк, Володкин, Маркитесов, С. Бакаев (Тиуб, 80), Руденко, Нимели. Запасные: Шитов, Сазонов, Васильев. Главный тренер: Виктор Геннадьевич Булатов. |                           |                                                           |                    |                                                                                              |

| 23 октября 2019 19 тур | Спартак-2 (Москва)                                           | 7:2 (5:1)                                                 | Факел (Воронеж)                | Москва                                                                   |
| 15:00 MSK | Нимели 5′, 14′, 25′ · С. Бакаев 6′, 36′, 64′ · Глушенков 80′ | отчёт (ФНЛ) отчёт (spartak.com) обзор матча матч в записи | 45′ (пен.) Корян · 77′ Мазуров | Стадион: «Спартак» им. Черенкова Зрителей: 300 Судья: Е. Турбин (Москва) |
| Спартак-2: Акмурзин, Маслов, Миронов (Сазонов, 46), Петрунин, Воропаев, Бакалюк (Васильев, 46), Маркитесов (Володкин, 69), Баду, С. Бакаев (Тиуб, 65), Глушенков, Нимели (Самбу, 55). Запасные: Шитов, Ярусов, Актисов, Оганесян. Главный тренер: Виктор Геннадьевич Булатов. Факел: Ермаков, Микушин, Лихачёв, Соловьёв (Неплюев, 83), Красильниченко, Гладышев, Косянчук , Дмитриев (Мазуров, 62), Хлебородов (Верулидзе, 46), Букия, Корян (Рябокобыленко, 46). Запасные: Бучнев, Смирнов, Брызгалов, Турукин, Коробкин, Пухов, Воробьёв. Главный тренер: Владимир Евгеньевич Бесчастных. |                                                              |                                                           |                                |                                                                          |

| 27 октября 2019 20 тур | СКА-Хабаровск                         | 3:0 (1:0)                                                 | Спартак-2 (Москва) | Хабаровск                                                                        |
| 8:00 MSK | Камилов 5′ · Зайцев 50′ · Базелюк 85′ | отчёт (ФНЛ) отчёт (spartak.com) обзор матча матч в записи |                    | Стадион: Стадион им. Ленина Зрителей: 2 036 Судья: И. Сиденков (Санкт-Петербург) |
| СКА-Хабаровск: Обухов, Мищенко, Эльмурзаев, Зайцев, Квеквескири (Оанча, 78), Сато (Кацаев, 71), Никифоров (Матвийчук, 65), Малеев, Гаджимурадов, Камилов, Брагин (Базелюк, 68). Запасные: Кырнац, Соромытько, Труфанов, Шляков, Горулёв, Трифонов, Круз. Главный тренер: Алексей Николаевич Поддубский. Спартак-2: Акмурзин, Сазонов, Маслов , Петрунин, Воропаев, Бакалюк, Маркитесов (Володкин, 52), Глушенков, Руденко, С. Бакаев, Нимели (Самбу, 82). Запасные: Шитов, Актисов, Васильев, Тиуб. Главный тренер: Виктор Геннадьевич Булатов. |                                       |                                                           |                    |                                                                                  |

| 3 ноября 2019 21 тур | Спартак-2 (Москва)          | 2:0 (1:0)                                                 | Мордовия (Саранск) | Москва                                                                              |
| 14:00 MSK | Глушенков 34′ · Руденко 73′ | отчёт (ФНЛ) отчёт (spartak.com) обзор матча матч в записи |                    | Стадион: «Спартак» им. Черенкова Зрителей: 220 Судья: Д. Стрельцов (Ростов-на-Дону) |
| Спартак-2: Шитов, Маслов , Гапонов, Петрунин, Воропаев, Бакалюк, Маркитесов (Васильев, 89), С. Бакаев (Самбу, 83), Глушенков (Миронов, 86), Руденко (Тиуб, 86), Нимели (Володкин, 77). Запасные: Романьоли, Акмурзин, Актисов. Главный тренер: Виктор Геннадьевич Булатов. Мордовия: Шебанов, Хрипков, Юсупов, Ятченко, Климов, Стрелов, Буранов, Федак (Бояркин, 61), Навлетов, Мухаметшин (Калиханов, 79), Сергеев (Поярков, 86). Запасные: Смирнов, Ермаков. Главный тренер: Марат Фяридьевич Мустафин. |                             |                                                           |                    |                                                                                     |

| 9 ноября 2019 22 тур | Нижний Новгород             | 2:2 (0:1)                                                 | Спартак-2 (Москва) | Нижний Новгород                                                    |
| 15:00 MSK | Комолов 57′ · Игнатович 72′ | отчёт (ФНЛ) отчёт (spartak.com) матч в записи обзор матча | 36′, 60′ Глушенков | Стадион: «Нижний Новгород» Зрителей: 6 206 Судья: П. Кукуян (Сочи) |
| Нижний Новгород: Анисимов, Темников, Морозов, Федорив, Гаджибеков, Чудин, Ставпец (Салугин, 88), Игнатович, Палиенко , Сергеев (Сагитов, 65), Комолов (Голышев, 82). Запасные: Бородько, Шильников, Лебедев, Абрамов, Шилов, Гусейнов. Главный тренер: Роберт Геннадьевич Евдокимов. Спартак-2: Шитов, Маслов, Петрунин, Миронов (Сазонов, 68), Воропаев, Игнатов (Володкин, 82), Маркитесов, С. Бакаев (Актисов, 68), Глушенков, Руденко (Тиуб, 90+4), Нимели. Запасные: Акмурзин, Самбу. Главный тренер: Виктор Геннадьевич Булатов. |                             |                                                           |                    |                                                                    |

| 13 ноября 2019 23 тур | Спартак-2 (Москва)                  | 1:3 (0:2)                                                 | Армавир                                             | Москва                                                                   |
| 12:30 MSK | Маслов 20' 39' · Руденко 61′ (пен.) | отчёт (ФНЛ) отчёт (spartak.com) матч в записи обзор матча | 17′ Гурфов · 40′ (пен.) Безлихотнов · 50′ Хайруллов | Стадион: «Спартак» им. Черенкова Зрителей: 300 Судья: И. Панин (Дмитров) |
| Спартак-2: Шитов, Воропаев, Актисов, Петрунин, Маслов , Володкин (Кутателадзе, 77), Игнатов (В. Васильев, 46), Маркитесов (Сазонов, 84), С. Бакаев, Руденко, Нимели (Самбу, 87). Запасные: Акмурзин, Моргунов, Тиуб. Главный тренер: Виктор Геннадьевич Булатов. Армавир: Матюша, Тен, Концедалов, Тучевич, Хайруллов, Клопков , Безлихотнов (Лусикян, 80), Гурфов, Рзаев (Переверзев, 65), Секу Думбия (Иванченко, 90), Гафар (Поляков, 68). Запасные: Руденок, Мирошниченко, Пономарёв, М. Васильев. Главный тренер: Арсен Борисович Папикян. |                                     |                                                           |                                                     |                                                                          |

| 17 ноября 2019 24 тур | Спартак-2 (Москва) | 0:2 (0:0)                                                 | Луч (Владивосток)       | Москва                                                                     |
| 13:30 MSK |                    | отчёт (ФНЛ) отчёт (spartak.com) матч в записи обзор матча | 79′ Насадюк · 81′ Алиев | Стадион: «Спартак» им. Черенкова Зрителей: 345 Судья: С. Куликов (Саранск) |
| Спартак-2: Шитов, Сазонов, Гапонов, Актисов (Васильев, 46), Петрунин, Володкин, Маркитесов, Игнатов (Тиуб, 84), С. Бакаев, Нимели (Самбу, 83), А. Руденко . Запасные: Акмурзин, Горбулин, Моргунов, Калачевский. Главный тренер: Виктор Геннадьевич Булатов. Луч: Котляров , Насадюк, Магадиев, Кротов, Абазов, Стеклов, С. Пономаренко, Саламатов (Макаренко, 87), Носов, Кутьин (Алиев, 66), Гордиенко (Катрич, 69). Запасные: Ребров, М. Пономаренко, Марущак, Степанец, Ботака, Аравин, В. Руденко. Главный тренер: Валерий Юрьевич Петраков. |                    |                                                           |                         |                                                                            |

| 23 ноября 2019 25 тур | Спартак-2 (Москва)             | 1:1 (0:1)                                                 | Авангард (Курск) | Москва                                                                       |
| 13:00 MSK | Петрунин 17' 32' · Руденко 69′ | отчёт (ФНЛ) отчёт (spartak.com) матч в записи обзор матча | 18′ Гоцук        | Стадион: «Спартак» им. Черенкова Зрителей: 300 Судья: Ю. Кошко (Белореченск) |
| Спартак-2: Акмурзин, Баду (Самбу, 90), Маслов, Петрунин, Воропаев, Васильев (Актисов, 35), Глушенков, Володкин, Маркитесов, Игнатов, Руденко . Запасные: Шитов, Романьоли, Сазонов, Литвинов, Калачевский, Тиуб. Главный тренер: Виктор Геннадьевич Булатов. Авангард: Чагров, Гоцук , Тимошин, Лелюкаев, Дашаев, Кубышкин, Бреев, Каюмов (Григорьев, 75), Машуков (Войнов, 90+2), Земсков, Минаев. Запасные: Саутин, Никитин, Сухарев. Главный тренер: Олег Петрович Василенко. |                                |                                                           |                  |                                                                              |

| 9 марта 2020 26 тур | Текстильщик (Иваново) | 1:1 (1:0)                                                 | Спартак-2 (Москва) | Иваново                                                          |
| 17:00 MSK | Батов 21′             | отчёт (ФНЛ) отчёт (spartak.com) матч в записи обзор матча | 53′ Дьяков         | Стадион: «Текстильщик» Зрителей: 3 223 Судья: А. Чистяков (Азов) |
| Текстильщик: Смирнов, Обивалин, Фомин , Морозов, Солодков (Мухаметзянов, 63), Сысуев, Маричев (Шилов, 65), Батов (Юрченко, 81), Горюшкин, Аппаев, А. Радченко (Сидоров, 66). Запасные: Маслов, Чибиров, Н. Радченко, Макушкин, Щаницин, Гайдуков, Попов, Шлёнкин. Главный тренер: Сергей Александрович Павлов. Спартак-2: Шитов, Миронов, Литвинов, Дьяков, Тигиев, Шишкин , Бакалюк, Игнатов, Володкин (Воропаев, 87), Голосов (Нимели, 46), Оганесян. Запасные: Акмурзин, Тюнин, Тиуб, Васильев, Кутателадзе. Главный тренер: Роман Михайлович Пилипчук. |                       |                                                           |                    |                                                                  |

| 15 марта 2020 27 тур | Енисей (Красноярск) | 1:0 (0:0)                                                 | Спартак-2 (Москва) | Красноярск                                                                 |
| 12:00 MSK | Савичев 87′         | отчёт (ФНЛ) отчёт (spartak.com) матч в записи обзор матча | 30' 35' Дьяков     | Стадион: «Футбол-Арена „Енисей“» Зрителей: 2 030 Судья: И. Панин (Дмитров) |
| Енисей: Опарин, Никитин, Киреев (Шпитальный, 66), Молчан, Хомуха, Песиков (Ужгин, 64), Ломакин (Каретник, 66), Савичев, Иванов (Комков, 72), Ланин, Делькин (Лескано, 74). Запасные: Ребров, Ганус, Рожков, Бугаев, Раздорских, Квеквескири, Руднев. Главный тренер: Юрий Фарзунович Газзаев. Спартак-2: Акмурзин, Воропаев, Дьяков, Петрунин, Тигиев, Шишкин , Литвинов, Игнатов, Оганесян, Самбу (Кутателадзе, 81), Нимели (Володкин, 60). Запасные: Шитов, Голосов, Васильев, Тиуб. Главный тренер: Роман Михайлович Пилипчук. |                     |                                                           |                    |                                                                            |

| 28 тур | Ротор (Волгоград) | отменён | Спартак-2 (Москва) | Волгоград                  |
|        |                   |         |                    | Стадион: «Волгоград Арена» |

| 29 тур | Спартак-2 (Москва) | отменён | Химки | Москва                           |
|        |                    |         |       | Стадион: «Спартак» им. Черенкова |

| 30 тур | Краснодар-2 | отменён | Спартак-2 (Москва) | Краснодар                        |
|        |             |         |                    | Стадион: Академия ФК «Краснодар» |

| 31 тур | Спартак-2 (Москва) | отменён | Томь (Томск) | Москва                           |
|        |                    |         |              | Стадион: «Спартак» им. Черенкова |

| 32 тур | Нефтехимик (Нижнекамск) | отменён | Спартак-2 (Москва) | Саранск |

| 33 тур | Спартак-2 (Москва) | отменён | Шинник (Ярославль) | Москва                           |
|        |                    |         |                    | Стадион: «Спартак» им. Черенкова |

| 34 тур | Спартак-2 (Москва) | отменён | Чертаново (Москва) | Москва                           |
|        |                    |         |                    | Стадион: «Спартак» им. Черенкова |

| 35 тур | Торпедо (Москва) | отменён | Спартак-2 (Москва) | Москва                          |
|        |                  |         |                    | Стадион: Стадион им. Стрельцова |

| 36 тур | Спартак-2 (Москва) | отменён | Чайка (Песчанокопское) | Москва                           |
|        |                    |         |                        | Стадион: «Спартак» им. Черенкова |

| 37 тур | Факел (Воронеж) | отменён | Спартак-2 (Москва) | Воронеж                                   |
|        |                 |         |                    | Стадион: «Центральный стадион профсоюзов» |

| 38 тур | Спартак-2 (Москва) | отменён | Балтика (Калининград) | Москва                           |
|        |                    |         |                       | Стадион: «Спартак» им. Черенкова |